# Áreas protegidas de las islas Salomón

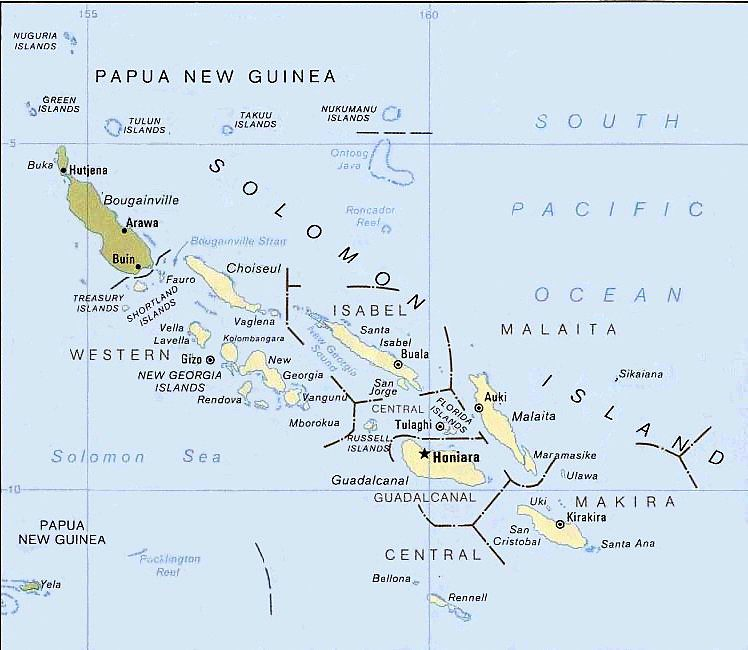
Archipiélago de las islas Salomón

Según la IUCN, en las islas Salomón hay 45 áreas nacionales protegidas, que ocupan 530 km² (kilómetros cuadrados) de áreas terrestres, el 1,82 % de la superficie (29 192 km²), y 1879 km² de áreas marinas, el 0,12 % de la superficie marina que pertenece al país (1 609 757 km²). De estas, 1 es un parque nacional, 19 son áreas marinas protegidas, 1 es una reserva, 1 es un área de conservación, 2 son áreas de conservación comunitarias, 3 son áreas marinas gestionadas, 2 son áreas de conservación marinas, 1 es un bosque controlado y 1 es una zona sin denominación. Por último, 1 es patrimonio de la humanidad.

## Parque nacional
- Parque nacional Queen Elizabeth (islas Salomón), 10,9 km² (kilómetros cuadrados). Se establece en 1953 con una extensión siete veces mayor con motivo de la coronación de la reina Isabel de Inglaterra, al sudeste de Honiara, en el centro norte de la isla de Guadalcanal, y para proteger a la fauna. Tras la independencia, se establecen granjeros en el monte Austin y se aclara el bosque, hasta que en 1973 se adopta la extensión actual.[2] Al nordeste se encuentra el propuesto Parque nacional Bloody Ridge.[3]

## Patrimonio de la humanidad

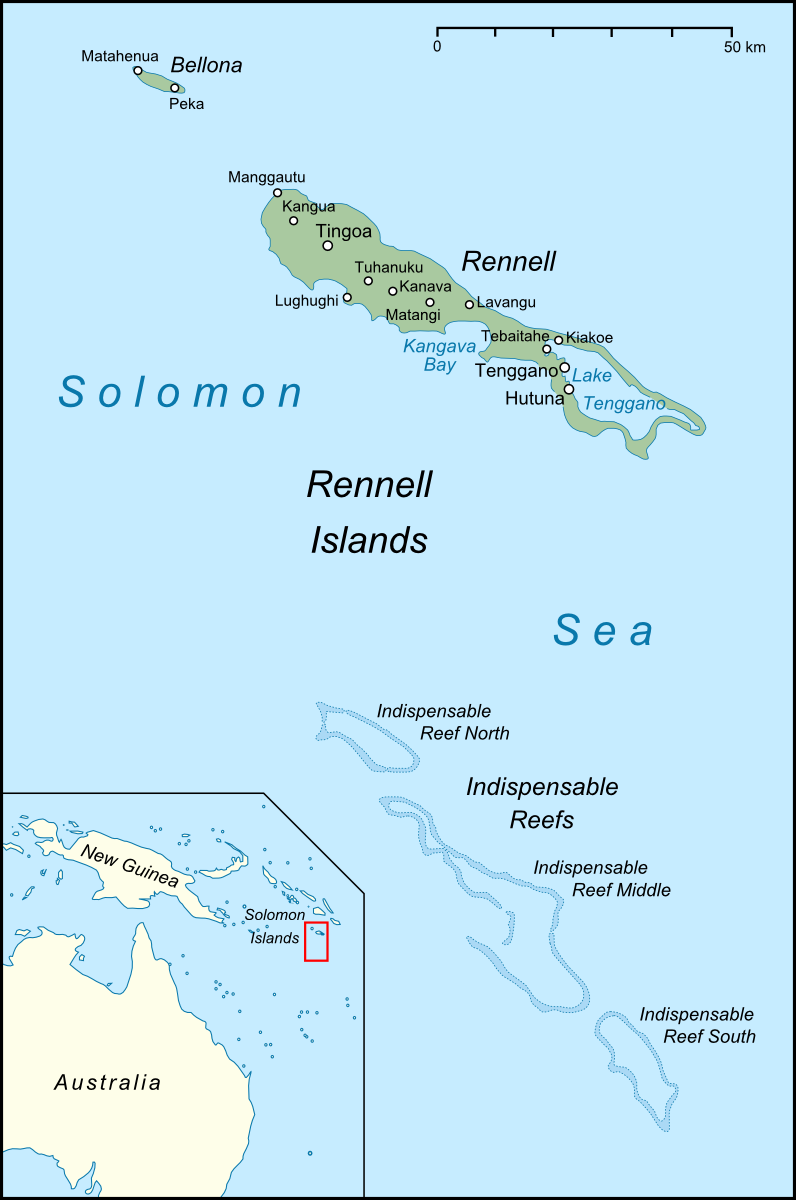
Isla de Rennel, cuyo tercio meridional es patrimonio de la humanidad, con el lago de atolón más grande del mundo.

- Rennell Oriental. El tercio sur de la isla más meridional de las islas Salomón. La isla tiene 86 km (kilómetros) de longitud por 15 km de anchura y es el atolón más grande del mundo, con 875 km² (kilómetros cuadrados). La zona patrimonio abarca 370 km², incluyendo el área marina que se extiende 3 millas náuticas en el mar. La característica principal de la isla es el lago Tegano, en el atolón, el mayor del Pacífico insular, con 155 km², salobre y con numerosas y escarpadas islas calizas y especies endémicas. Rennell está cubierta en su mayor parte de selva densa, con una copa de los árboles de unos 20 m (metros) de altura. Debido al efecto de los frecuentes ciclones, el lugar resulta ser un laboratorio científico excepcional.[4]

### Propuestos
- Bosque tropical de las Islas Salomón.[5]
- Complejo Marovo-Tetepare.[6]

## Reserva

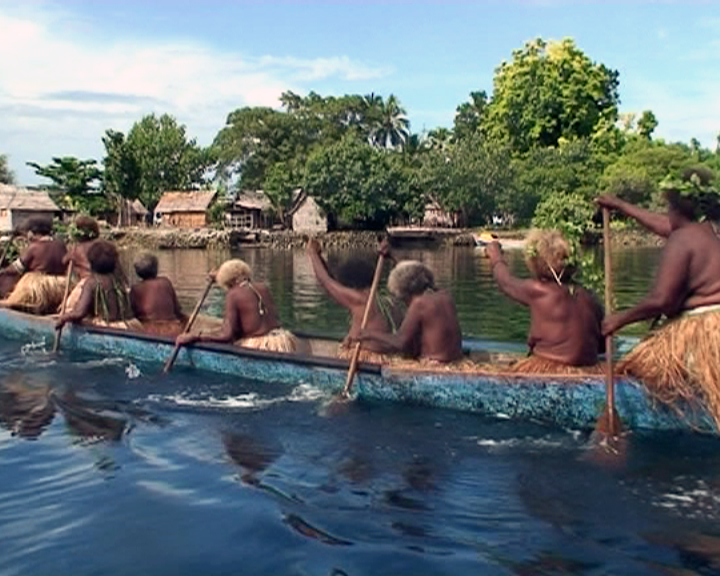
Isla de Laulasi en la laguna de Langa langa.

- Laguna de Langa Langa, 21 km² (kilómetros cuadrados), 8°52′43,22″S-160°44′46,55″E, en la costa occidental de la isla Malaita. Tiene 21 km (kilómetros) de largo y 1 km de ancho. Es conocida por sus conchas, que se usaron como moneda, sus creencias de adoración a los tiburones, sus habilidades para la fabricación de embarcaciones y el turismo. En la laguna se creó la isla artificial de Laulasi, poco más grande que un campo de fútbol. Los melanesios que viven en ella fabrican todavía las monedas de concha que se usan en las islas Salomón, tienen un lugar sagrado y acuden en canoa a Malaita en busca de agua dulce.

## Áreas marinas protegidas

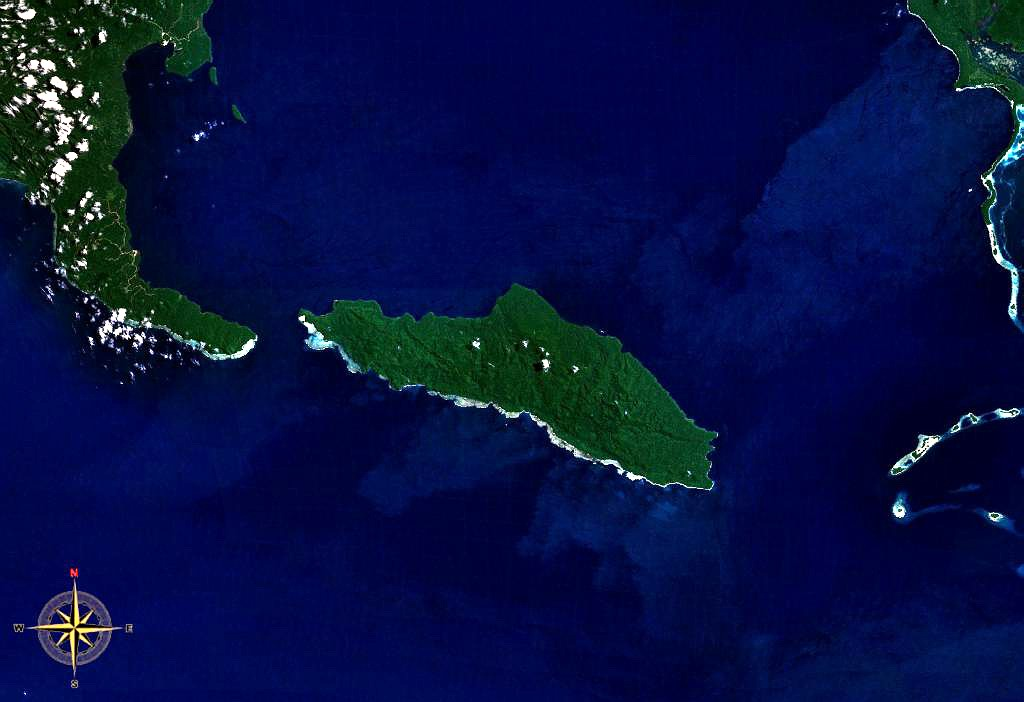
Isla de Tetepare

Solo está protegido el 0.12 % de la superficie marina que corresponde a las islas Salomón, con distintos modelos que se agrupan aquí.

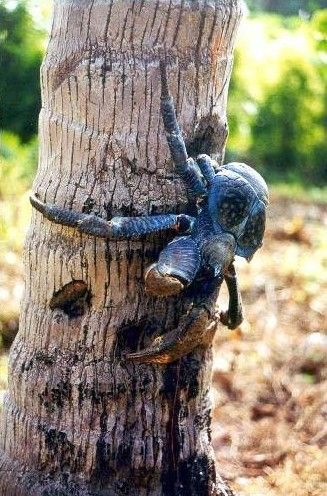
Cangrejo de los cocoteros, que puede pesar 4 kg (kilogramos) y tener hasta 1 m (metro) de ancho con las patas abiertas.

- Tebono, 29 ha (hectáreas), al este de Kolombangara
- Kekehe, 41 ha, al noroeste de Nueva Georgia
- Varu North Reef, 23 ha
- Manglar de Nusa Hope, 50 ha
- Nazareti, 214 ha
- Niami Reef, 3 ha
- Barivuto, 160 ha
- Babanga Reef, 86 ha
- Saeraghi Reef, 24,61 km² (kilómetros cuadrados), arrecife al noroeste de la isla de Ghizo.[8]
- Chivoko, 90 ha, al noroeste de Choiseul
- Zinoa, 9 ha
- Tetepare, 16,89 km². Toda la isla está protegida para la extracción de recursos naturales, con un área marina protegida de 13 km (kilómetros) de largo que se extiende por las zonas bajas de la isla hasta 500 m (metros) tierra adentro. El área protege tortugas, praderas marinas, el cangrejo de los cocoteros, arrecifes, bosque, peces y el gasterópodo Trochus.[9]
- Naru Reef, 128 ha
- Buni, 169 ha
- Rabakela, 10 ha
- Bakiha Reef, 38 ha
- Redman, 88 ha
- Ha'apai, 47 ha
- Olive, 106 ha
- Alale, Isla Grant, 280 ha
- Duduli Rereghana, 35 ha
- Nusatupe Reef, 40 ha
- Renjo Reef, 8 ha
- Niumala, 238 ha
- Iriri Pasapasa, 42 ha
- Isla Njari, 106 ha
- Suvania Reef, 26 ha
- Kinamara, 159 ha
- Kogulavata Reef, 73 ha
- Isla Parama, 321 ha, al noroeste de Choiseul, no confundir con la isla de Parama de Papúa Nueva Guinea.
- Lodu Hokata, 14 ha
- Jericho Reef, 14 ha
- Nusa Roviana, 15 ha
- Saika, 189 ha
- Dunde, 105 ha
- Beta / Kandilae - Kindu, 77 ha
- Grant Island, Patuparoana, 14,84 km². Arrecife al oeste de la isla Malazeke, al sur de la isla Kolombangara y al norte de Vonavona.[10]
- Kida, 97 ha
- Baraulu/Bule Lavata, 165 ha
- Kia, 922,38 km²
- Karikasi Reef, 6 ha
- Hot Spot Reef, 5 ha
- Barasipo, 359 ha
- Nusa Hope/Heloro, 114 ha
- Dunde (Shark Point), 29 ha
- Kozou - Zone 1, 41 ha
- Pusinau Reef, 12 ha

## Bosques controlados

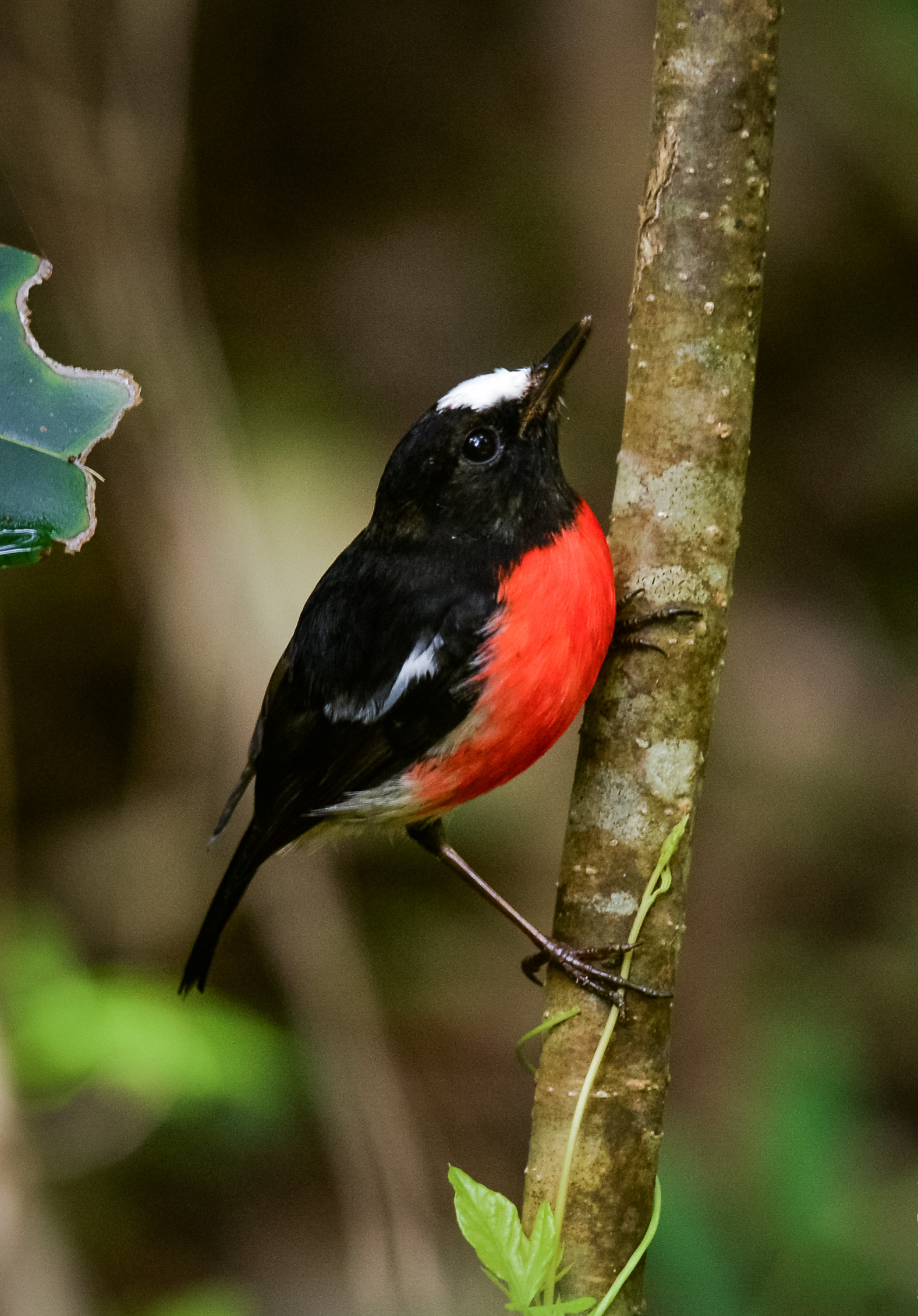
En las Islas Salomón se encuentra una subespecie de petroica de la Norfolk, conocida como Petroica polymorpha kulambangrae, propia de la isla de Kolombangara.

- Reserva forestal de Kolombangara, 310 km² (kilómetros cuadrados), en la isla de Kolombangara, del grupo de islas Nueva Georgia. Crestas de los montes Rano y Veve, y caldera central de un volcán extinto, formando un círculo de unos 32 km (kilómetros) de diámetro simétrico, además de cuatro corredores hasta las tierras bajas. Hay dos especies de aves endémicas, el anteojitos de Murphy y el mosquitero de Kulambangra, y tres subespecies endémicas de zorzal insular, mosquitero isleño y petroica de la Norfolk. Hay evidencias de que los pájaros viajan a diario entre los árboles florecidos de las tierras bajas y sus refugios de las tierras altas. También se ha detectado pardela de Heinroth y petrel de Beck. Asimismo, hay 3 especies de murciélago (Emballonura raffrayana, Hipposideres dinops y Melonycteris fardoulisi), una rana, (Discodeles malukuna) y un lagarto (Tribolonotus ponceleti) amenazados.[11] En cuanto a los árboles autóctonos, se dan especies comerciales, que se replantan donde se producen explotaciones como Campnosperma brevipetiolata, Falcataria falcata, Calophyllum kajewskii y Pometia pinnata. En las zonas deforestadas, se plantan eucaliptos de la especie Eucalyptus deglupta, con intereses comerciales.[12]